# 播磨十水
播磨十水は、戦国時代前期（室町時代後期）の播磨の守護大名・戦国大名赤松義村が定めた播磨国内の清水（湧き水）。

## 十水

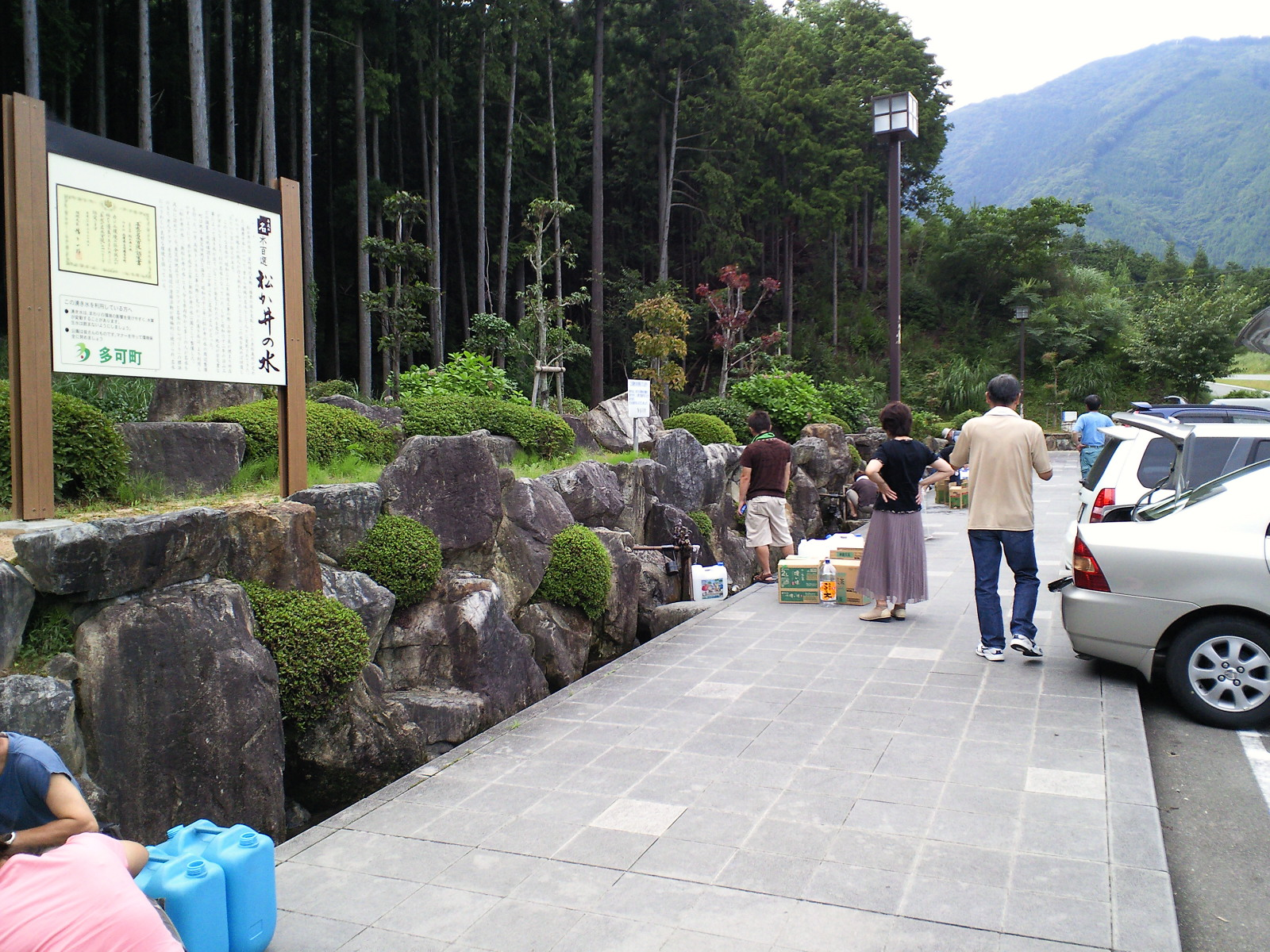
多可町の「松か井の水」の水汲み場

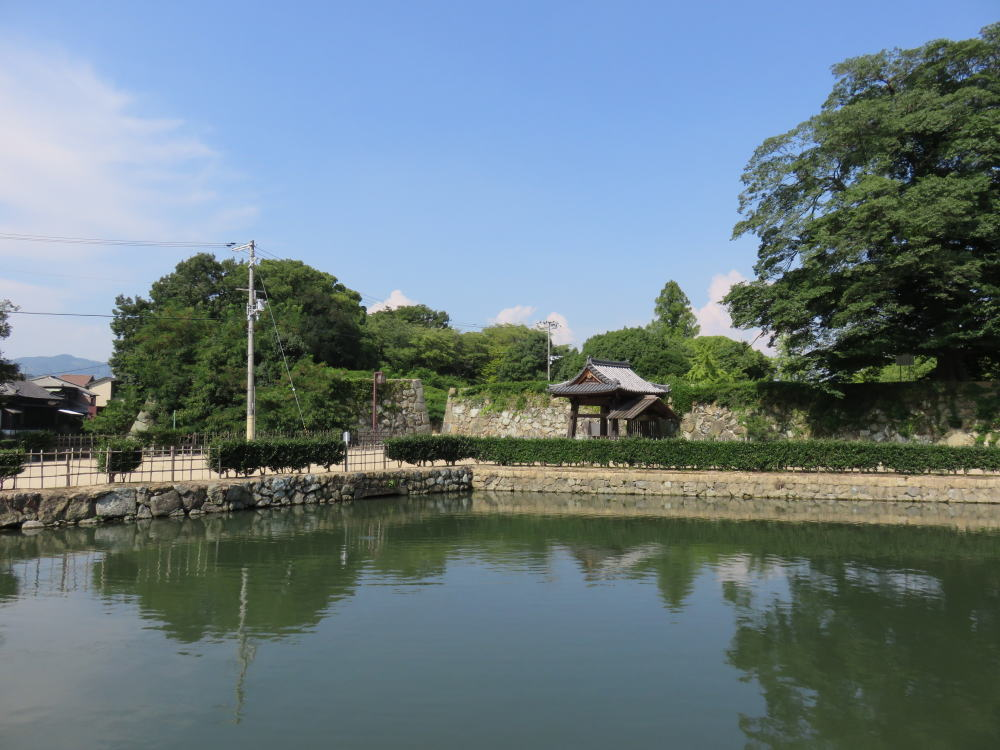
姫路城清水門。右の井戸屋形。

『播磨鑑』に「赤松義村ノ定置れし所」との記述や、『播磨名所巡覧図会』に赤松則房の記述がある。
- 小野江清水 - 姫路ぎふ町侍町也、郭内ほそく流るゝ水也
- 岡田苔清水 - 飾東郡星田庄山崎村ノ内小名清水ト云（現・姫路市飾東地域）
- 篠井乃清水 - 揖西郡黒崎村（現・たつの市御津町黒崎、たつの市名勝指定）
- 花垣清水 - 揖東郡佐野村古へ二条家ノ御領地也
- 小柳清水 - 揖西郡平井村（現・たつの市揖西町清水）
- 御所清水 - 飾西郡田寺村邊梅ヶ谷（現・姫路市田寺梅ケ谷町）
- 野中清水 - 明石郡印南野ノ中（現・神戸市西区岩岡町野中）
- 井ノ口清水 - 印南郡幣ノ庄いノ口村
- 落葉清水 - 赤穂郡舟曳ノ庄ノ内ニ在之（現・多可郡多可町加美区奥荒田の「松か井の水」、平成の名水百選）
- 桜井清水 - 揖東郡黒岡村西ノ方在之（現・揖保郡太子町黒岡）

また「英賀の妾あけほの作書めさまし草に赤松屋形殿播磨十水」として以下が挙げられている。
- 御所ノ清水
- 苔清水
- 鷺ノ清水（姫路城の清水門内）
- 篠井清水
- 柳ノ清水
- 花垣清水
- 小野江清水
- 井ノ口清水
- 糸の井（現・揖保郡太子町糸井）
- なから井